# Wavefront
A Wavefront Technologies foi fundada em 1984 na Califórnia. Em 1993 a Wavefront comprou a TDI - Thomson Digital Image Explore (França) e em 1995 se fundiu com a Alias Research (fundada em 1983 no Canadá) incorporadas pela Silicon Graphics Inc (SGI).  Juntas formaram a Alias|Wavefront e lançaram o programa Maya em 1998 - que se tornou um dos mais populares softwares 3D de modelagem, animação e efeitos especiais.
Em junho de 2004 a Accel-KKR e Ontario Teacher´s Pension Plan compraram a Alias da Silicon Graphics, e em 10 de Janeiro de 2006 a Autodesk completou a aquisição da Alias por $197 milhões de dólares.